# Брячислав Святополкович
Брячислав Святополкович (при хрещенні — Павло) (1104—1127), князь Турівський (1118? — 1123). Син Святополка Ізяславича та його другої дружини Олени. Старший брат Ізяслава Святополковича.

## Біографія
Згадується у літописах лише двічі —у зв'язку з народженням у 1104 році, та смертю. 

У 2009 році на стінах Софійського собору було знайдено графіті з автографом який ймовірно належав князю Брячиславу, та завдяки якому вдалось дізнатись про християнське ім'я Брячислава.

Господи помози рабу своему грешьному убогому Брѧчиславу Павьлу

Про його володіння нічого невідомо. На думку Л. Войтовича близько 1110 року Брячислав отримав від батька Турівське князівство. Помер за свідченнями літопису 23 квітня 1127 року. Про його сім'ю та потомків даних немає.